# 贡夫勒维尔洛谢
贡夫勒维尔洛谢（法語：Gonfreville-l'Orcher，法語發音：[ɡɔ̃fʁəvil lɔʁʃe]）是法国滨海塞纳省的一个市镇，属于勒阿弗尔区。

## 地理
贡夫勒维尔洛谢（49°30'19"N, 0°13'59"E）面积25.81 平方千米，位于法国诺曼底大区滨海塞纳省，该省份为法国北部沿海省份，其西部及北部濒大西洋英吉利海峡，东起顺时针与索姆省、瓦兹省、厄尔省和卡爾瓦多斯省接壤。
与贡夫勒维尔洛谢接壤的市镇（或旧市镇、城区）包括：阿夫勒尔、盖讷维尔、勒阿弗尔、蒙蒂维利耶、圣马丹迪马努瓦尔。

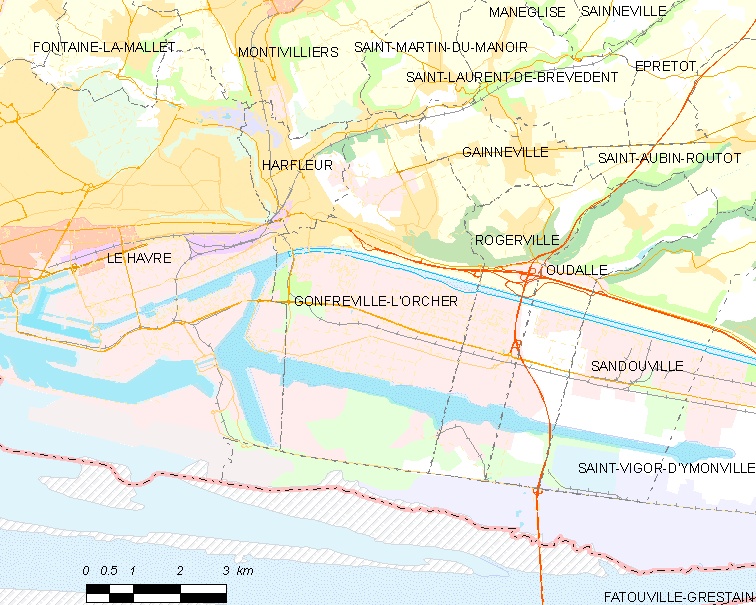
贡夫勒维尔洛谢的OSM定位图

贡夫勒维尔洛谢的时区为UTC+01:00、UTC+02:00（夏令时）。

## 行政
贡夫勒维尔洛谢的邮政编码为76700，INSEE市镇编码为76305。

## 政治
贡夫勒维尔洛谢所属的省级选区为勒阿弗尔第三县。

## 人口

1962-2008年间贡夫勒维尔洛谢人口变化图示

贡夫勒维尔洛谢于2022年1月1日时的人口数量为8939人。